# Pagurus laurentae
Pagurus laurentae is een tienpotigensoort uit de familie van de Paguridae. De wetenschappelijke naam van de soort is voor het eerst geldig gepubliceerd in 1978 door Forest.